# Alparslano
Adude Daulá Abu Xuja Maomé ibne Chagri Bei, mais conhecido como Alparslano, Alpe Arslã, Alpe Arslão (em árabe: الب ارسلان; romaniz.: Alp Arslan; em latim: Alparslanus) ou Axã (em grego medieval: Ἀξάν; romaniz.: Axán; janeiro/fevereiro de 1029 ou 1032/1033 - Amu Dária, janeiro de 1072), foi o segundo sultão do Império Seljúcida e reinou de 1063 até sua morte. Seu lacabe Alparslano era termo turco para "Leão Corajoso". Era filho de Chagri Bei e sobrinho de Tugril, sem antecessor como sultão.

## Vida

### Ascensão
Alparslano nasceu em janeiro / fevereiro de 1029 (ibne Alatir) ou 1032/1033 (Bondari). De acordo com o primeiro, nasceu pouco antes da batalha travada por seu pai Chagri Bei e seu tio Tugril contra o cã Alitiguim do Canato Caracânida de Bucara. Passou a maior parte de sua adolescência nas cercanias de Bactro, onde seu pai esteve ocupado com a defesa da fronteira oriental do Império Seljúcida de tentativas do Império Gasnévida de reaver o país. Liderou tropas contra os gasnévidas em 1043-1044 e invadiu Faça em Pérsis, ainda ocupada pelo Império Buída, sem conhecimento de seu tio. À época, com seu pai acamado, Alparslano e seus irmãos Iacuti e Cavurde ficaram responsáveis pelas campanhas militares. Chagri Bei morreu em 1059, mas antes legou Bactro, Tocaristão, Termez, Surcobe e Valvaleje a Alparslano como Maleque do Coração e fez a paz com os gasnévidas. Também pediu aos seus filhos que ajudassem Tugril que combatia o seu irmão revoltoso Ibraim Inal e derrotaram Ibraim perto de Rei em julho ou agosto. Tugril pôs Solimão, outro filho de Chagri Bei, como sucessor; ao falecer em Rei em 4 de setembro de 1063, o vizir Condori proclamou Solimão. Alparslano marchou para o oeste ao ouvir rumores da morte de Tugril, mas de início recuou com as notícias falsas de que ainda estava vivo. Assim que recebeu a confirmação, se apressou para chegar na corte. Ali, alguns oficiais de Tugril, como o hájibe Erdém, se recusaram a aceitar Solimão e anunciaram Alparslano. Condori cedeu à pressão do recém-chegado e relegou Solimão a posição de herdeiro aparente.

### Primeiras medidas

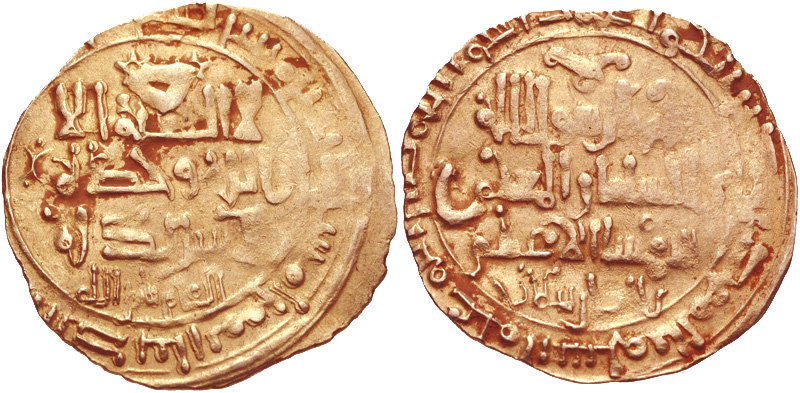
Dinar de Alparslano cunhado em Herate

Império Bizantino em ca. 1025. O Tema da Ibéria está no extremo leste

Assim que ascendeu, lidou com a rebelião de seu primo Cutalmiche, que reuniu grande exército turcomano e devastou as imediações de Rei. Em novembro-dezembro, marchou contra ele, que foi forçado a fugir e faleceu devido a um acidente equestre. Resolvido isso, lidou com as questões da corte. Sibete ibne Aljauzi relata que Condori lhe pediu para ficar no Coração e aparentemente escreveu uma carta ameaçando-o. Diz-se que o sultão o ressentiu por dar dinheiro e tesouros de Tugril ao exército e acusou de tentar obter controle sobre o reino. Outro problema eram as ambições de Nizã Almulque, que sucedeu seu mestre Ali ibne Xadã como vizir de Alparslano. Como resposta, Condori foi demitido, preso e transportado a Nixapur e então Marve Arrude, onde foi executado em 1065. Em seguida, conseguiu o reconhecimento do califa Alcaim (r. 1031–1075) no lugar de seu tio e, a julgar pelos títulos que foram concedidos, recebeu oficialmente todos os direitos da posição de Tugril. Enviou a filha do califa, viúva de Tugril, de volta a Bagdá e não tentou se casar com alguma membro da família califal, do mesmo modo que não nunca entrou em Bagdá, preferindo nomear um governador militar que foi substituído uma vez a pedido do califa.
No campo militar, logo recomeçou suas atividades. Em março de 1064, realizou uma campanha no noroeste que resultou em ganhos significativos às custas do Tema da Ibéria do Império Bizantino; Nizã Almulque e Maleque Xá, filho de Alparslano, operaram durante a campanha separadamente e tomaram uma série de fortalezas, bem como exortaram o sultão a tomar Ani e Sepide Xar. O fatḥ-nāma (carta anunciando vitórias) enviado por Alparslano a Bagdá garantiu congratulações califais pelos esforços no Cáucaso. Em agosto / setembro, retornou ao planalto iraniano e atravessou Ispaã à Carmânia, onde foi recebido por seu irmão Cavurde, que governava a província e havia expandido seu poder ao Omã e golfo Pérsico. Dali, foi a Marve e casou Maleque Xá com a filha do cã caracânida da Transoxiana e Arslã Xá, seu outro filho, com uma filha do sultão gasnévida. É possível que foi nesse momento que teve de reprimir rebeliões pelos governantes de Chaganiã e Cutal, a quem sitiou pessoalmente, e de seu tiu Jabgu, que governava Herate.

Conflito seljúcida na Carmânia em 1063-1065

Em 1063-1064, recebeu Fasluia, que havia partido de Hamadã, e lhe conferiu Pérsis, contrariando a posse da província por Cavurde. Alparslano, entretanto, teve que marchar ali para assegurar a nomeação. Sua manobra, no fim, foi infrutífera, pois em 1065 Fasluia se rebelou enquanto Alparslano estava na Carmânia. Foi capturado por Nizã Almulque no castelo de Corxa e perdoado pelo sultão, mas foi mantido preso por conselho do vizir. Foi levado a Estacar, onde morreu em 1069-1070 enquanto seus seguidores tentavam libertá-lo. No interior, Alparslano não pôde lidar com Cavurde e voltou ao norte, em preparação para novas expedições, e deixou Maleque Xá no comando de uma guarnição em Xiraz. Em 1065 ou 1066, continuou suas campanhas no leste rumo a Jande e as estepes. Visitou o túmulo de seu ancestral Seljuque, recebeu a submissão de Jande Cã e incursionou contra turcomanos, quipechaques e jazeques, que se submeteram. Depois visitou Gurganje, ordenando sua reconstrução e nomeando Arslã Xá como chefe da Corásmia. Em 1066, em Raiegã, exigiu que seus emires prestassem juramentos de lealdade (baia) a Maleque Xá como herdeiro aparente, ordenando que seu nome fosse acrescentado aos cutbas em todo o império e então dividindo o país entre sua família e seguidores.

### Campanhas na Oeste e morte

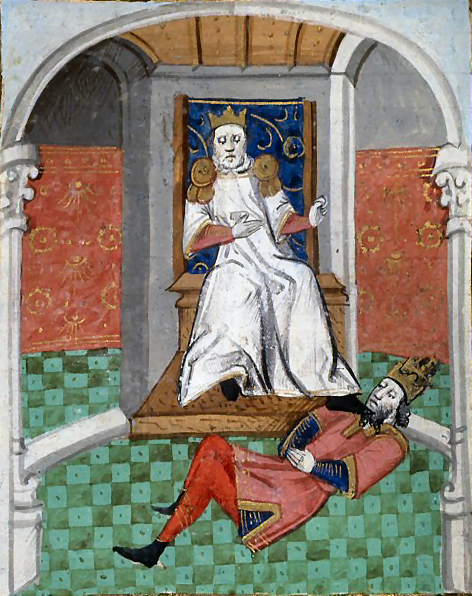
Alparslano humilhando r.. Da tradução de um ilustrado francês da obra de Boccaccio Sobre os Destinos dos Homens Famosos

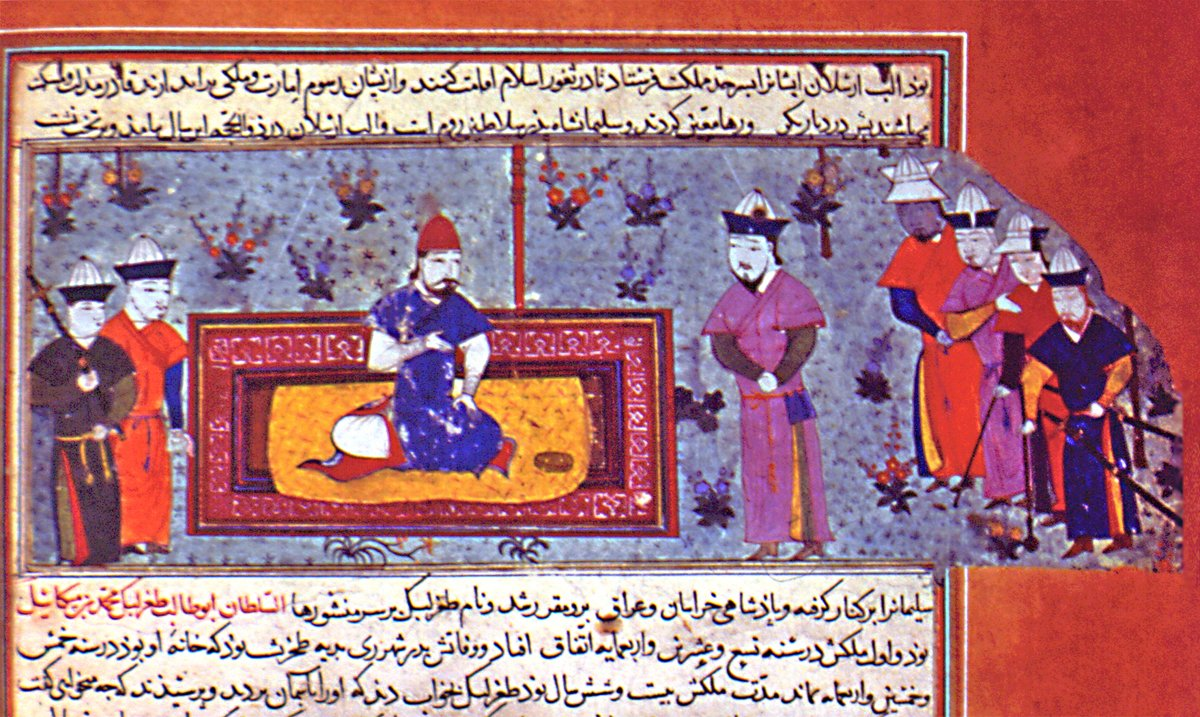
Miniatura de Alparslano num documento abrigado no Palácio de Topkapı de Istambul

Em 1069-70, Alparslano estava novamente preocupado com suas fronteiras ocidentais. Em resposta à contínua invasão turca em seus territórios, o imperador Romano IV (r. 1068–1071) atacou Mambije, na Síria, e o Alto Eufrates, depois do que se seguiram negociações e uma trégua. Uma embaixada do governador de Damasco Nácer Adaulá ibne Hamadã, apoiada por alguns emires fatímidas, pediu ao sultão que destruísse o Califado Fatímida do califa Almostancir (r. 1036–1094). Outro embaixada anunciou que cutbas em Meca foram alterados dos fatímidas aos abássidas de Alcaim e Alparslano pode ter aumentado o zelo na luta contra os primeiros. Para C. Cahen, a atividade seljúcida no Oeste deve ser vista em termos dos desejos do sultão e seus conselheiros, sobretudo Nizã Almulque, e de seus soldados turcomanos que queriam saques e pastagens. Alguns relatos sobre as campanhas colocam que especificamente Alparslano estava mirando o Egito para executar sua política pró-abássida, mas A. Sevim acredita que sua intenção final fosse a Anatólia, para onde efetivamente dirigiu suas primeiras investidas. Eram comuns as incursões na fronteira bizantina mal defendida, e a Anatólia era tida como campo de ação promissor. Afexim, líder de fronteira que havia perseguido os turcamanos navaquis (inimigos do sultão) até Constantinopla, voltou e relatou que nada na Anatólia poderia ser defendido pelos bizantinos, exceto as grandes cidades e os principais pontos fortes.
Em agosto ou setembro de 1070, o sultão partiu em campanha ao Oeste saindo de Hamadã. No caminho, tomou Archexe e Manzicerta. Ao se aproximar de Maiafariquim, Nácer ibne Maruane apareceu para honrá-lo. Depois, cruzou Amida e cercou Edessa, onde, segundo os relatos, os bizantinos o fizeram queimar suas armas de cerco. Harrã se submeteu com tributo. Ao atravessar o Eufrates, suas tropas parecem ter se espalhado por toda a região, com alguns saqueando os territórios dos quilabitas. Ainda no mesmo ano, o sultão enviou mensagem ao governador de Alepo, Mamude ibne Nácer, que se submeteu apenas após um cerco. Foi depois desse fato, segundo as fontes, que Alparslano soube do movimento à fronteira de um grande exército imperial liderado por Romano. Segundo ibne Adim, ele estava a caminho do Egito nessa altura, mas recuou para se encontrar contra o inimigo com um contingente relativamente pequeno e o derrotou na Batalha de Manzicerta de 26 de agosto de 1071. No rescaldo, Romano foi capturado e deposto em nome de Miguel VII (r. 1071–1078) e a Anatólia ficou exposta à gradual expansão turca. A Síria, por sua vez, também foi tomada.
Alparslano preparou grande expedição para a conquista da Transoxiana do Canato Caracânida. Manteve relações razoavelmente boas com os caracânidas durante a maior parte de seu reinado, pois se casou com a filha de Cadir Cã Iúçufe, sua irmã Aixa se casou com o governador caracânida da Transoxiana, Xamece Almulque, e Maleque Xá se casou com outra princesa caracânida. Segundo Sibete ibne Aljauzi, Xamece Almulque matou a irmã de Alparslano, dizendo que suspeitava que incitasse os seljúcidas a invadir. Logo após cruzar o Amu Dária, o sultão foi mortalmente ferido por um castelão em cativeiro que havia sido trazido à sua frente. Permaneceu vivo por mais três ou quatro dias, falecendo em novembro ou dezembro de 1072, ou janeiro de 1073 segundo C. Cahen. Quando morreu de maneira tão inesperada, já havia providenciado para que seu filho e sucessor fosse designado e treinado com segurança no campo de batalha e nas salas do conselho.